# Blackie Lawless

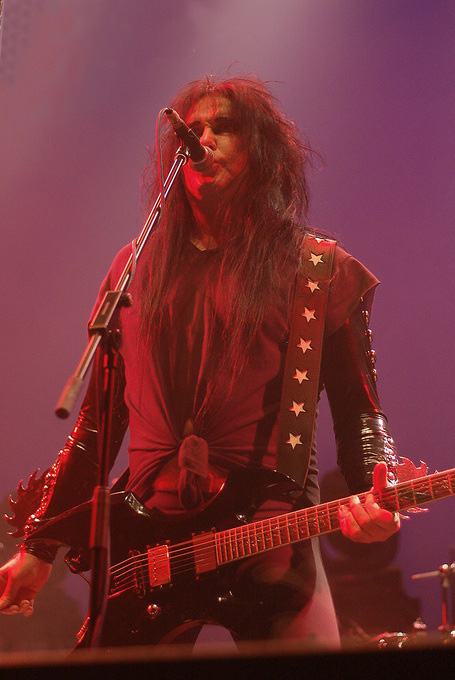
Blackie Lawless (2009)

Blackie Lawless (* 4. September 1956 als Steven Edward Duren) ist ein amerikanischer Musiker, der in den 1980er Jahren als Frontmann (Gesang, Bass, später Rhythmus-Gitarre) der Heavy-Metal-Band W.A.S.P. bekannt wurde.

## Biographie
Blackie Lawless wuchs zusammen mit dem späteren Kiss-Gitarristen Ace Frehley in Staten Island, New York, NY auf. Seine Familie war christlich geprägt – sein Großvater war Diakon, der Onkel Priester, sein Vater Leiter einer Sonntagsschule. Im Alter von 9 Jahren bekam er seine erste Gitarre und verdiente im selben Jahr seine erste Gage von 16 Dollar und 35 Cent mit seiner ersten Band The Underside. Während seiner Schulzeit fiel Lawless besonders durch Schlägereien auf; mit 13 wurde er niedergestochen, mit 14 Jahren auf eine Militärschule geschickt. Mit 16 Jahren spielte er an der amerikanischen Ostküste in lokalen Bars mit seiner Band Black Rabbits. Für einige Zeit spielte er auch in einer Band namens Orfax Rainbow. Im Alter von 18 Jahren wurde er Sänger der Glam-Rock-Band New York Dolls, nachdem Johnny Thunders ausgestiegen war. Nach sechs Monaten und dem Ende der Band zog Blackie mit dem Bassisten der New York Dolls, Arthur Kane, nach Los Angeles und gründete dort die Killer Kane Band. Die Band veröffentlichte eine 7-Inch-EP mit drei Titeln, auf der Blackie Gitarre spielte und sang. Auf der Rückseite ist er als „Blackie Gooseman“ vermerkt. Nach der Auflösung zog Kane zurück nach New York, während Lawless in Los Angeles blieb. 1977 gründete er mit Randy Piper die Band Sister, einer der ersten Bands in Los Angeles, die mit okkulter Symbolik und Schminke experimentierten. Während seiner Zeit bei der Band lernte Lawless Chris Holmes kennen, den er über eine Abbildung im Hustler-Magazin entdeckte. Da zu dieser Zeit Punk und New Wave populär waren und Heavy Metal nicht, gelangte die Band zu einer lokalen Anhängerschaft, konnte aber nicht das Interesse der Plattenfirmen wecken und so trennte die Band sich kurz darauf wieder. Daneben spielte Lawless zu dieser Zeit auch bei London und Circus Circus.
Lawless blieb mit Piper in Verbindung und kontaktierte ihn, als er 1982 genug Material für eine neue Band hatte. Dazu stießen auch Holmes und Tony Richards. Mit wechselnder Besetzung veröffentlichte Lawless von 1984 bis heute bislang fünfzehn Studioalben und mehrere Livemitschnitte. Obwohl Blackie Lawless kein Schauspieler ist, war er in mehreren Filmen zu sehen. Zum ersten Mal tauchte er 1980 in dem Village-People-Musikfilm Can't Stop the Music in einer kleinen Nebenrolle auf. Des Weiteren war Lawless 1984 im Spinal-Tap-Film This Is Spinal Tap zu sehen und ebenfalls 1984 spielte seine Band W.A.S.P. in dem B-Horror-Movie Herrscher der Hölle (auch bekannt als The Dungeonmaster oder Ragewars) mit. 1987 bekam er ein Angebot für die Hauptrolle im Horrorfilm Ragman (Originaltitel: Trick or Treat), bei dem auch Ozzy Osbourne (als Priester) und Gene Simmons (als DJ) zu sehen sind, er lehnte die Rolle jedoch ab. Lawless sprach ebenfalls für die Rolle des T-1000 in Terminator 2 – Tag der Abrechnung vor. Allerdings erwies sich seine Körpergröße von 192 cm als ein Problem. Die Rolle des T-1000 war auf eine Person mit durchschnittlicher Körpergröße, die sich in Menschenmengen verstecken könnte, ausgelegt. Regisseur James Cameron wollte dies beibehalten, um den dramatischen Effekt des T-1000 zu erhöhen.
In den 2000er Jahren fand Lawless nach eigenem Bekunden zurück zum Glauben und trat den Born-Again Christians bei. Seine Erfahrungen im Glauben flossen in das Album Golgotha ein.

## Diskographie

### Mit Killer Kane Band
- 1976: Mr. Cool (EP)

### Mit W.A.S.P.
Siehe W.A.S.P.#Diskografie